# Équos

Localização dos antigos povos do Lácio.

Équos (em latim Aequi) é a denominação de um povo que vivia no nordeste de Lácio, na região central da península Itálica. Inimigos dos romanos, acabaram sendo derrotados e incorporados por eles.

## Território
Os équos ocupavam o vale superior dos rios Ânio (Aniene), Toleuno (Turano) e Hímela (Imele), que fluem para o norte e desaguam no rio Nera. Seu centro principal teria sido conquistado pelos romanos por volta de 484 a.C.  e novamente cerca de noventa anos mais tarde , porém os équos não foram subjugados até o final da segunda Guerra Samnita, quando aparentemente receberam uma forma limitada de concessão. Entre os principais confrontos com os romanos está a Batalha do Monte Álgido, ocorrida em 458 a.C.